# UN-Arbeitsgruppe über Indigene Bevölkerungen
Die Arbeitsgruppe über Indigene Bevölkerungen (auch: Arbeitsgruppe über indigene Bevölkerungen, UN-Arbeitsgruppe über Indigene Bevölkerungen, UN-Arbeitsgruppe über indigene Bevölkerungen; englisch Working Group on Indigenous Populations, WGIP, auch United Nations Working Group on Indigenous Populations, UNWGIP) war neben dem Ständigen Forum über indigene Angelegenheiten und dem Sonderberichterstatter zur Lage der Menschenrechte und Grundlegenden Freiheiten Indigener Völker eines der drei Organe der Vereinten Nationen, das ausschließlich mit der Situation der indigenen Völker der Erde befasst ist. Institutioneller Nachfolger der WGIP ist der UN-Expertenmechanismus für die Rechte indigener Völker (Expert Mechanism on the Rights of Indigenous Peoples, EMRIP).

## Entstehung und Mandat
Die 1982 gegründete Arbeitsgruppe über indigene Bevölkerungen war ein Gremium der Unterkommission zur Förderung und zum Schutz der Menschenrechte  der mittlerweile aufgelösten UN-Menschenrechtskommission.
Die WGIP war das erste Organ der Vereinten Nationen überhaupt, das speziell und ausschließlich mit Menschenrechten indigener Völker befasst ist.
Die Arbeitsgruppe besaß ein zweifaches Mandat:
- Die Untersuchung/Beobachtung (review) von Entwicklungen im Zusammenhang mit der Förderung und dem Schutz der Menschenrechte und grundlegenden Freiheiten indigener Völker; sowie
- Beteiligung an (wörtl. to give attention to) der Entwicklung internationaler Standards in Bezug auf indigene Rechte.

### Untersuchung aktueller Entwicklungen
Bei den im jährlichen Rhythmus in Genf stattfindenden Sitzungswochen wurden jeweils aktuelle Themenbereiche in den Vordergrund gerückt, dazu gehörten u. a.: Lage indigener Jugendlicher, Gesundheit, Globalisierung, Free and Prior Informed Consent, Indigene Völker und Lösung (gewaltsamer) Konflikte. Darüber hinaus konnten innerhalb der Generaldebatte beliebige Themen im Zusammenhang mit indigenen Völkern diskutiert werden.

### Weiterentwicklung indigener Rechte(standard-setting)
1985 begann die Arbeitsgruppe mit der Erarbeitung einer Deklaration der Rechte indigener Völker (Resolution 61/295 der UN-Generalversammlung) . Dieses Mandat hatte sie bereits 1993 mit der Verabschiedung eines Erklärungsentwurfs erfüllt. Nach langjährigen zähen Verhandlungen wurde dieser in überarbeiteter Form im Juli 2006 vom neu gegründeten UN-Menschenrechtsrat während seiner ersten Sitzungsperiode angenommen. Am 13. September 2007 erfolgte schließlich auch die Verabschiedung durch die UN-Generalversammlung: Bei elf Enthaltungen stimmten 143 Mitgliedstaaten für und vier (Australien, Kanada, Neuseeland und die Vereinigten Staaten) gegen den Text. Seit 2009 unterstützen auch Australien und Neuseeland die Erklärung, so dass nur noch die Stimmen der USA und Kanadas fehlen. 2010 kündigte Kanada – allerdings unter Vorbehalt – seine Zustimmung an und die USA wollen ihre Position überdenken. Die kanadische Regierung von Justin Trudeau hat im Mai 2016 der Resolution mit sofortiger Wirkung vollinhaltlich zugestimmt; darüber hinaus sollen ihre Inhalte in die Verfassung des Landes eingefügt werden.
Zusätzlich bemühte sich die WGIP, weiter an der Ausformulierung und Setzung von Menschenrechtsstandards (standard setting) für indigene Völker mitzuwirken, wobei auf den jährlichen Sitzungen in Genf jeweils ein Schwerpunktthema behandelt wurde. Zu den Themen gehörten u. a. Gesundheit, Lage indigener Jugendlicher, Folgen von Globalisierung und die Lösung von bewaffneten und anderen Konflikten.

## Arbeitsweise und Bedeutung der WGIP
Die eigentliche Arbeitsgruppe bestand aus fünf Mitgliedern, wobei jede globale Region durch einen Experten vertreten war. Bis 2001 wurde sie von Erica-Irene Daes (Griechenland) geleitet. Ab 2002 lag der Vorsitz bei Miguel-Alfonso Martínez (Kuba). 
In der institutionellen Hierarchie der UNO war die WGIP sehr niedrig angesiedelt. Sie besaß weder die Vollmacht, Resolutionen oder Erklärungen zu verabschieden, noch konnte sie als Beschwerdeinstanz gegen individuelle Menschenrechtsverletzungen an indigenen Völkern fungieren.
Die besondere Bedeutung der WGIP lag darin, dass sie anders als andere UN-Gremien Vertretern indigener Völker uneingeschränkten Zutritt gewährte. An den jährlich in Genf stattfindenden Sitzungen der WGIP nahmen zeitweilig über 1000 Vertreter von indigenen Völkern, NGO und Regierungen teil. Sie war also, bis sie darin vom Ständigen Forum für indigene Angelegenheiten abgelöst wurde, das wichtigste regelmäßige Treffen indigener Organisationen.
Die WGIP hatte seit Anfang der 1980er Jahre als wichtigster Motor für indigene Rechte innerhalb der UNO fungiert. Auf ihre Initiative gehen sowohl der Entwurf (Draft) der Erklärung der Rechte der indigenen Völker als auch die Einrichtung des Ständigen Forums über indigene Angelegenheiten im New Yorker UN-Hauptquartier zurück.

## Auflösung der Arbeitsgruppe und Nachfolge
Infolge der Ablösung der UN-Menschenrechtskommission durch den UN-Menschenrechtsrat wurden alle Gremien zur Disposition gestellt, die der Kommission untergeordnet waren, so auch die Sub-Commission on the Promotion and Protection of Human Rights, der die Arbeitsgruppe zugeordnet war. Befürworter der Abschaffung argumentierten, dass die Arbeitsgruppe durch die Einrichtung des Ständigen Forums über indigene Angelegenheiten überflüssig geworden sei, bzw. dass sich die Arbeitsbereiche beider Gremien weitgehend überlappten. Dagegen wandten Vertreter der Arbeitsgruppe wie auch Vertreter indigener Völker ein, dass die Arbeitsgruppe im Gegensatz ein Menschenrechtsgremium sei, das aktiv die Weiterentwicklung menschenrechtlicher Standards betreibe, während das Forum eine beratende Institution des UN-Wirtschafts- und Sozialrats sei, das weder über ein menschenrechtliches Mandat verfüge, noch über die Kompetenz zum standard setting.
Infolge der Diskussion wurde unterhalb des UN-Menschenrechtsrats 2008 ein neues Expertengremium für Fragen indigener Völker (EMRIP) eingerichtet, das erstmals im Oktober 2008 in Genf tagte.

## Zur Benennung
Die Abkürzung WGIP stand für Working Group on Indigenous Populations (Arbeitsgruppe über indigene Bevölkerungen). Landläufig wurde sie häufig als „Arbeitsgruppe Indigene Völker“ bezeichnet, doch aufgrund des Streits um das kleine ‚s‘ blieb ihr dieser Name offiziell verweigert.
Oftmals wurde die Arbeitsgruppe auch als UNWGIP abgekürzt, wobei das UN für United Nations stand. Dies war allerdings nicht die korrekte Bezeichnung, da es sich nicht um eine Arbeitsgruppe „der UN“ handelte (eine solche Einrichtung ist institutionell nicht vorgesehen), sondern um eine Unterarbeitsgruppe der Unterkommission.